# 長崎電気軌道の4輪単車

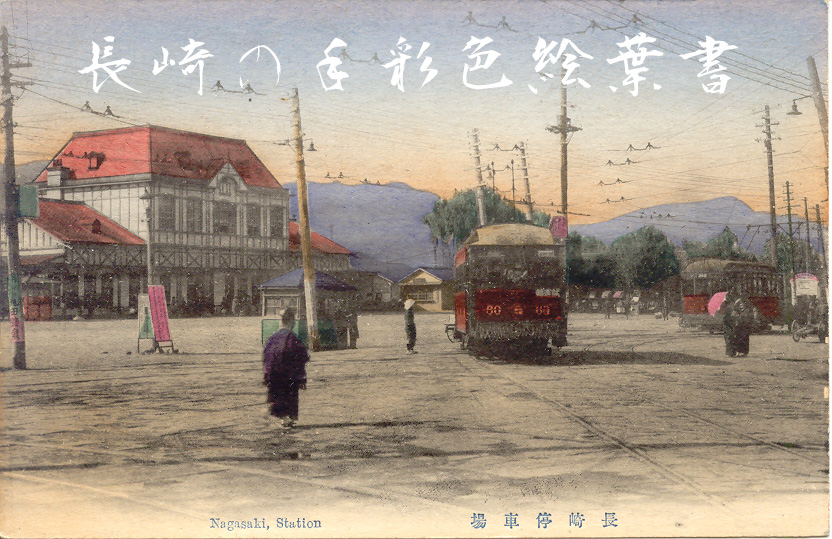
絵葉書に描かれた4輪単車

長崎電気軌道の4輪単車（ながさきでんききどうの4りんたんしゃ）では、長崎電気軌道が大正時代に自社発注、もしくは自社茂里町工場で製造した2軸4輪を持つ路面電車車両について記述する。

## 概要
長崎電気軌道では1915年（大正4年）の病院下 - 築町間開業にあわせて木造4輪単車10両を自社発注し運行開始した。その後、路線網の拡張に伴い、1916年（大正5年）から1924年（大正13年）にかけて53両の4輪単車を製造した。最初の10両はメーカーによる製造であるが、その後の53両は製造費を低減するためメーカーには発注せず、自社茂里町工場に車両製造部を設けて車体を製作し、中古品または新製の台車・電気部品と組み合わせて製造した。
車庫火災や原爆投下で被災した車両以外は戦後まで残ったが、1950年代からボギー車への置き換えが進められ順次廃車解体された。保存された車両も存在しない。

## 形式別概説

### 1形
1915年（大正4年）の開業時に1 - 10の10両が製造された。車体は神戸市にあった高尾造船所で製造し、台車・電気機器は阪神電気鉄道から購入した。車体は木造で、前後にオープンデッキ式の出入台を設け、屋根は前後端を丸くした二重屋根とし、側面の出入台間に8枚の側窓を設けた。側面窓上の幕板には明かり取り用の小窓を設けている。塗装はあずき色一色とし、前面、側面窓下に唐草模様を入れた。
3・5・6・8・9・10は1921年（大正10年）5月23日の茂里町車庫火災で、7は1944年（昭和19年）10月10日の大橋車庫火災で、2は1945年（昭和20年）8月9日の原爆投下でそれぞれ焼失した。
戦後は1・4の2両が残ったが、1は1953年（昭和28年）に西日本鉄道（西鉄）福岡市内線で廃車となった木造4輪単車の車体に載せ替えられて有明形となり、旧車体は改造されて運搬車101となった。4は1952年に事故で破損し、翌年、自社蛍茶屋工場で新製した車体に載せ替えられた。原爆投下で被災した2は1949年（昭和24年）に自社蛍茶屋工場で製造した新製車体に載せ替えられた。
1は車体載せ替え後の1954年（昭和29年）に121の車体に振り替えられたのち、1959年（昭和34年）に西鉄福岡市内線から譲り受けた160形・170形に代替され廃車となり、2は1962年（昭和37年）に360形の新製に伴い廃車となった。4は1967年（昭和42年）に53の車体と振り替えられたのち、1969年（昭和44年）に廃車となった。
運搬車101は1972年（昭和47年）に廃車となった。

### 11形
千馬町 - 石橋間の開業に合わせて2両製造された。1916年（大正5年）の千馬町 - 大浦海岸通間開業前に11が、翌1917年（大正6年）の石橋までの延長を前に12が製造された。もとは1916年に京都市にあった丹羽電気用品製作所を通じて購入した電車である。車体は茂里町工場で製造した。1921年（大正10年）の茂里町車庫火災で2両とも焼失し廃車となった。

### 13形
1917年（大正6年）に13 - 19の7両が製造された。台車・機器は富士水力電気（現・伊豆箱根鉄道）から譲り受け、車体は茂里町工場で製造した。11形同様、全車両が茂里町車庫火災で焼失し廃車となった。

### 20形
大正中期に進められた路線延長に備え、1919年（大正8年）から1921年（大正10年）にかけて20 - 39の20両が製造された。台車・機器は三井物産を通じて米国から輸入した新製品で、台車はブリル21E、電動機・制御器はGE製である。車体は茂里町工場で製造しており、1形に比べ全長が約500mm短縮され、運転台の床が一段低くなった。幕板の明かり取り窓は製造時期により1形同様の長方形のもの、長円形のもの、省略されたものに分かれる。
21・25・29・36は製造後間もなく茂里町車庫火災で焼失した。1924年（大正13年）に22→21、38→25、39→36と改番した。25は1944年（昭和19年）に大橋車庫火災で、21・24・32・33は原爆投下でそれぞれ焼失した。
戦後に残った11両のうち、26は1951年（昭和26年）に新製車体に載せ替えられ、残る10両は1954年（昭和29年）に新製された300形と交代し全車廃車となった。原爆投下で被災した4両は1947年（昭和22年）から1949年（昭和24年）にかけて蛍茶屋工場および三菱重工業長崎造船所で製造された新製車体に載せ替え復旧されたが、21は1956年（昭和31年）に42の車体と振り替えられ、のち1959年（昭和34年）に西鉄福岡市内線から譲り受けた160形・170形に代替され4両とも廃車となった。車体更新された26は1968年（昭和43年）に廃車となった。

### 40形
茂里町車庫火災で多数の車両を喪失したことによる車両不足を補うため、1921年（大正10年）から翌1922年（大正11年）にかけて40 - 61の22両が製造された。台車・機器は20形と同様、米国から輸入した新製品で、台車はブリル21E、電動機・制御器はウェスティングハウス製であった。車体は11形以降と同じく茂里町工場で製造された。車体形状は従来のオープンデッキに代わり、出入台のデッキをなくし側面出入口に引き戸を設けた密閉型車体となった。
原爆投下で45・46・49・50・51・53・57・58の8両が焼失し、残った14両は1955年（昭和30年）から1965年（昭和40年）にかけて全車廃車された。原爆で焼失した8両のうち45・49・51・53・57の5両は1947年（昭和22年）から1949年（昭和24年）にかけて蛍茶屋工場で製造された新製車体に載せ替え復旧されたが、1959年（昭和34年）から1967年（昭和42年）にかけて全車廃車された。

### 62形
1924年（大正13年）に62・63の2両が製造された。茂里町工場が製造した最後の新製車両で、全長が40形に比べ約700mm拡大され8,903mmとなり、屋根が丸屋根となった。台車・機器は40形と同一である。
40形と同じホイールベースのまま車体が長くなりオーバーハングが大きくなったため、経年による車体のゆがみが著しくなった。62は戦後に54に改番されたのち1955年（昭和30年）に廃車となった。63は1952年（昭和27年）に蛍茶屋工場で新製した車体に載せ替えられ1969年（昭和44年）まで使用された。